# Bohdaniwka (Oleksandrija)
Bohdaniwka (ukrainisch Богданівка; russisch Богдановка Bogdanowka) ist ein Dorf im Osten der ukrainischen Oblast Kirowohrad mit etwa 230 Einwohnern (1. April 2013).
Am 12. Juni 2020 wurde das Dorf ein Teil der neugegründeten Siedlungsgemeinde Petrowe, bis dahin bildete es zusammen mit den Dörfern Mala Hanniwka (ukrainisch Мала Ганнівка) und Soldatske (ukrainisch Солдатське) die gleichnamige Landratsgemeinde Bohdaniwka (Богданівська сільська рада/Bohdaniwska silska rada) im Zentrum des Rajons Petrowe.
Am 17. Juli 2020 kam es im Zuge einer großen Rajonsreform zum Anschluss des Rajonsgebietes an den Rajon Oleksandrija.

## Geographie
Das Dorf liegt im Rajon Oleksandrija gegenüber der Mündung der Selena in den zum Iskriwka-Stausee angestauten Inhulez. Das ehemalige Rajonzentrum Petrowe liegt 9 km nördlich von Bohdaniwka und die nächstgelegene Stadt Schowti Wody 23 km nordöstlich des Dorfes. Die Großstadt Krywyj Rih liegt 77 km südlich der Ortschaft.